# 何がマン・オブ・トゥモローに起こったか?
「何がマン・オブ・トゥモローに起こったか?」（原題: Whatever Happened to the Man of Tomorrow?）は、1986年にDCコミックスから出版されたアラン・ムーアによるスーパーマンの最終回を描いたエピソード。

## 概要
ストーリーは1986年9月に2部構成で掲載され、『Superman』第423号から始まり『Action Comics』第583号で終了した。
1985年のクロスオーバーイベント『クライシス・オン・インフィニット・アース』によってスーパーマンの設定はリブートされ、ジョン・バーンによる1986年のミニシリーズ『マン・オブ・スティール (コミック)』で現代に続くスーパーマンが紹介されている。

## あらすじ
一人の記者がロイス・レーンのもとを訪ねる。記者は10年前に姿を消したスーパーマンの最後の目撃者であるロイスから真相を聞くため訪れたのだった。ロイスは結婚し姓はエリオットになり、子供をもうけていた。眠る子供を起こさないよう気を付けながらロイスは「スーパーマンの最後の日々」を語りはじめる。
スーパーマンが政府から依頼されていた宇宙探索を終えて地球へ帰還すると、メトロポリスではビザロが大虐殺を行っていた。ビザロは不完全なスーパーマンのクローンであることを自覚し、完全な存在になるため殺人と破壊を繰り返していた。スーパーマンが説得している最中、ビザロはあらかじめ持っていたブルークリプトナイトで突然自殺する。また別の日には、トイマンとプランクスターがクラーク・ケントが働くテレビ局へアクションフィギュア型のロボットを送り込みクラークを攻撃する。仕事用の服の下にスーパーマンのスーツを着用していたクラークは、スーパーマンであることが大勢の人に知られてしまい、「クラーク・ケント」というアイデンティティーを失う。
レックス・ルーサーが雪山でブレイニアックの一部を見つけ出す。ルーサーはそこから新たなテクノロジーを得ようと目論んでいたが、突如ブレイニアックが動き始めルーサーの頭に取り付き洗脳する。一方、メトロポリスでは何体ものメタロが現れ、デイリー・プラネット新聞社を襲撃する事件が起きる。自身と親しい人たちが立て続けに狙われていることに気付いたスーパーマンは、ロイスやジミー・オルセン、ペリー・ホワイトと妻のアリス、ラナ・ラングを「孤独の要塞」へ匿う。丁度その時、30世紀からスーパーマンの活躍を記念したトロフィーを手渡すためにリージョン・オブ・スーパーヒーローズが訪れる。
ブレイニアックはルーサーの体を乗っ取り、クリプトナイトマン、リージョン・オブ・スーパーヴィランズと結託して「孤独の要塞」を攻撃し始める。「孤独の要塞」の周囲はエネルギー障壁で覆われ、外部との接触を断たされたスーパーマンは独りで戦う。ラナとジミーが保管されていた薬品で超人的な能力を得て、戦いに加勢する。ラナがルーサーブレイニアックを倒し、ジミーがエネルギー障壁の装置を破壊するが、不意を突かれリージョン・オブ・スーパーヴィランズに殺されてしまう。クリプトがクリプトナイトマンと相打ちとなって倒す。しかし、エネルギー障壁は残ったままだった。
ラナたちが殺されていることに気付いたスーパーマンが激昂すると、リージョン・オブ・スーパーヴィランズは恐れをなして逃げていく。ブレイニアックはルーサーの肉体を失い、そのまま活動停止する。そして全ての元凶である5次元住人のミクシィズピトルクがついに姿を現す。ミクシィズピトルクは不気味な怪物に変貌し、スーパーマンとロイスに襲い掛かる。スーパーマンは受け取ったトロフィーからヒントを得て、ファントムゾーン・プロジェクターの存在に気付く。ミクシィズピトルクが5次元に逃げ帰ろうとしたと同時に、ファントムゾーン・プロジェクターの光を浴び、異なる次元で分断されたミクシィズピトルクはおぞましい悲鳴を上げて死滅する。
咄嗟の判断だったとはいえ、スーパーマンはミクシィズピトルクを殺してしまったことを後悔し、ゴールドクリプトナイトが保管されている部屋へ入る。そして、その部屋から再びスーパーマンが出てくることはなかった。
ロイスがインタビューを終えた丁度その時、息子のジョナサンが目を覚ます。夫のジョーダン・エリオットとロイスが記者を見送ると、2人はスーパーマンの思い出を語りながら夕食の準備を始める。

## 書誌情報

### 翻訳版
- 『スーパーマン: ザ・ラスト・エピソード』収録 2010年5月20日発売 小学館集英社プロダクション刊 ISBN 978-4796870702

### 原語版
- Superman: "Whatever Happened to the Man of Tomorrow?" 1997年発売 ISBN 978-1563893155
- DC Universe: The Stories of Alan Moore』 2006年1月発売 Titan Books刊 ISBN 978-1845762575、DCコミックス刊 ISBN 978-1401209278
- Superman: Whatever Happened to the Man of Tomorrow? Deluxe Edition 2009年7月8日発売[2] ISBN 978-1401223472